# Suppalo
Suppalo är en kulle i Finland.   Den ligger i den ekonomiska regionen Norra Lappland och landskapet Lappland, i den norra delen av landet, 900 km norr om huvudstaden Helsingfors. Toppen på Suppalo är 450 meter över havet, eller 111 meter över den omgivande terrängen. Bredden vid basen är 5,9 km.
Terrängen runt Suppalo är huvudsakligen lite kuperad.  Trakten runt Suppalo är nära nog obefolkad, med mindre än två invånare per kvadratkilometer. Det finns inga samhällen i närheten. Omgivningarna runt Suppalo är i huvudsak ett öppet busklandskap.